# Csingmen
Csingmen (egyszerűsített kínai írással: 荆门市, pinjin: Jīngmén) prefektúra szintű város Kínában, Hupej tartományban. Lakosainak száma 2 596 927 fő (2020).

## Népesség
| 2019 | 2 897 500 |
| 2020 | 2 596 927 |